# 北京首钢女子篮球俱乐部
北京首钢女子篮球俱乐部，球队冠名北京金隅长城，或直接称其赞助商之名北京首钢队，是中国女子篮球联赛的一支球队。俱乐部前身是中国篮球职业化之前的北京女子篮球队，曾于20世纪80年代获得中国女篮联赛的冠军。该队在2011～2012赛季中女职篮联赛中夺得冠军。

## 简史
在举国体制时期，北京女篮曾数次问鼎中国女篮甲级联赛以及全运会冠军冠军，但也曾经因为战绩不佳而降入乙级。在此期间，北京队曾经向国家队输送了冯维、刘建立和宋晓波等球员。1981年，北京女篮夺得了举国体制时期最后一个全国联赛冠军。
经历了4年乙级联赛的蛰伏之后，北京首钢女篮于1995年重返新成立的顶级联赛WCBA。虽然北京女篮也曾引进张瑜、钱薇娟等优秀球员，但直到2011年，北京队一直在联赛中游徘徊。2011年5月，球队更是由于对教练的“体罚”不满，爆发了全梯队的罢训。但球队在随后的2011～2012赛季迅速崛起，该赛季北京女篮再次从辽宁队引进了张瑜、以及前韩国国手金英玉；加之队内核心张帆逐渐成熟，北京女篮最终成功杀入该赛季总决赛，并一举击败浙江队夺得当季冠军。

## 球衣
北京首钢的标志色为黑色和红色。由于WCBA球队主场球衣颜色均为白色，故红色会点缀于主场球衣和球馆地板上，而黑色则为客场球衣的主色调。

## 历史著名球员
- 宋晓波
- 巴燕
- 刘建立
- 冯维
- 孙瑞云
- 钱薇娟
- 张帆
- 张瑜
- 金英玉
- 尼克·安娜斯克